# Програмски језици прве генерације
Програмски језици прве генерације (1ГJ) јесу програмски језици машинског нивоа.
Првобитно, ниједан преводилац није коришћен да компилира или састави језик прве генерације. Програмске инструкције прве генерације су улазиле кроз прекидаче предњег панела рачунарског система.
Прва генерација (програмског) језика (1ГЈ) је груписање програмских језика који су језици машинског нивоа коришћени за програмирање прве генерације рачунара. Упутства су задавана кроз прекидаче на предњим панелима ових рачунара, директно на ЦПУ. Првобитно није постојао компајлер или асемблер да процесуира упутства у 1ГЈ.
Упутства у 1ГЈ су направљена од бинарних бројева, представљена као 1 и 0. То чини језик погодан за разумевање машине, али га је много теже интерпретирати и научити од стране људског програмера.
Главна предност програмирања у 1ГЈ је да се код може покренути веома брзо и веома ефикасно, управо због тога што се инструкције директно обављају од стране  ЦПУ. Један од главних недостатака програмирања на ниском нивоу језика је да када дође до грешке, код није лако поправити.
Језици прве генерације су веома прилагођени одређеном рачунару и ЦПУ и преносивост кода је стога значајно смањена у односу на језике вишег нивоа.
Програмери данашњице и даље повремено користе код машинсог нивоа, нарочито када програмирају функције нижег нивоа система, као што су драјвери, интерфејсови са софтвером и хардверски уређаји. Савремени алати, као што су компилатори урођеног кода користе се да направе језике машинског нивоа од језика вишег нивоа.